# Richard Fischer
Richard Fischer (27 gennaio 1917 – 1969) è stato un calciatore austriaco, di ruolo attaccante.

## Carriera

### Club
Ha sempre giocato nel campionato austriaco.

### Nazionale
Ha collezionato 3 presenze con la nazionale austriaca.

## Palmarès

### Club

#### Competizioni nazionali
- Campionato austriaco: 3

First Vienna: 1941-1942, 1942-1943, 1943-1944
- Coppa di Germania: 1

First Vienna: 1943

#### Competizioni internazionali
- Alpenpokal: 1

First Vienna: 1941